# 海南郡
海南郡（：／ Haenam gun */?）， 是大韓民國全羅南道南部的一個郡，位於朝鮮半島最西南端的海南半島和花源半島。面積887.47平方公里，2004年人口89,756人。下分1邑、13面。940年始稱海南。

## 媒體
韓國SBS於2021年推出的連續劇Racket少年團的故事背景即是設定在海南郡。唯實際拍攝地點則是慶尚南道密陽市以及江原道江陵市。

## 友好城市
- 首爾特別市中浪區
- 京畿道安山市
- 釜山廣域市海雲臺區
- 庆尚北道盈德郡